# Concile de Poitiers
Le 13 janvier 1078 s'ouvre le concile de Poitiers. Il est organisé par le légat Hugues de Die.

## Contexte
En janvier 1078, nous sommes en pleine réforme grégorienne, laquelle réorganise administrativement et moralement l'Église catholique. La doctrine grégorienne se veut porteuse d'une Église sans reproches. Les conciles, que convoque le pape directement ou indirectement grâce à ses légats, deviennent de vrais tribunaux afin de juger le personnel ecclésiastique soupçonné de simonie ou de nicolaïsme. La papauté, au cours du XIe siècle, cherche à se détacher de l'empereur du Saint-Empire romain germanique et cherche à devenir une institution supranationale, au-dessus des souverains comme le roi de France ou encore l'Empereur. Cette volonté est marquée par le Dictatus Papae de 1075, qui permet aux papes de déposer n'importe quel souverain ou même de l'excommunier.
Suivant cette volonté réformatrice, le pape charge son fidèle légat Hugues de Die d'éradiquer tout comportement simoniaque ou nicolaïque dans le royaume de France. Le moment choisi pour le concile ne pouvait pas plus mal tomber. En effet, Hugues de Die n'avait pas convié les archevêques de Reims, Sens, Bourges et Besançon en raison de leur absence au précédent concile d'Autun, ces derniers ayant sûrement pris peur pour leur poste du fait du véritable ménage que comptait faire le pape Grégoire au sein des évêques français. De plus, le roi de France, Philippe Ier, n'avait pas été mis au courant de ce concile. Il était opposé à ces réunions conciliaires imposées par l'autorité papale sans en être averti et également en froid avec le légat. Il fit par la suite tout pour contrecarrer les plans d'Hugues de Die mais en vain.

## Déroulement du concile

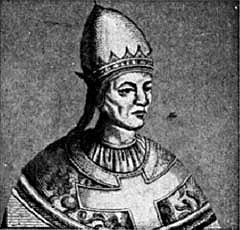
Grégoire VII.

Le concile, sous la houlette d'Hugues de Die, tourna quasiment à l'émeute. Le légat s'en prit notamment à l'archevêque de Tours en contestant son élection et accusa l'évêque de Rennes d'avoir recours à la simonie, phénomène contre lequel Hugues de Die et le pape Grégoire VII luttaient âprement. Dès lors, les serviteurs de l'archevêque de Tours et de l'évêque de Rennes commirent des violences sur des participants du concile, et le légat suspendit par la suite les fauteurs de troubles. Le concile fut finalement interrompu par le duc d'Aquitaine.

## Aboutissement du concile
Finalement, le concile aboutit à l'excommunication des clercs portant les armes et des usuriers simoniaques.